# Ordendienst
Ordedienst (OD) (pol. Ochrona Porządku) – holenderska konspiracyjna organizacja wojskowa z okresu II wojny światowej.

## Historia
Organizacja Ordedienst została założona przez grupę oficerów zawodowych i rezerwy armii holenderskich w połowie 1941 roku, organizacja ta miała wyraźny prawicowy charakter. Z założenia była to organizacja kadrowa i miała zostać użyta w momencie wyzwalania kraju. 
Zgodnie z poleceniem holenderskiego rządu emigracyjnego wiosną 1944 roku weszła w skład tzw. ”Trójkąta”, a następnie we wrześniu 1944 roku w skład Wewnętrznych Sił Zbrojnych (hol. Binnenlandsche Strijdkrachten).
Organizatorem i przywódcą organizacji przez cały okres jej istnienia był kpt. rez. kaw. armii holenderskiej – Pieter Jacob Six.